# Melaka United FC
El Melaka United Soccer Association, en malayo Persatuan Bola Sepak Melaka United, es un equipo de fútbol de Malasia que milita en la Superliga, la liga de fútbol más importante del país.
Fue fundado en el año 1924 en la ciudad de Malacca, siendo campeones de la Superliga de Malasia 1 vez, 2 Copas FA y 3 veces finalista de la Copa de Oro del Sultán.
A nivel internacional ha participado en 2 torneos continentales, donde nunca ha avanzado más allá de la Primera Ronda.

## Palmarés
- Superliga de Malasia: (1)

1983

## Participación en competiciones de la AFC
- Copa de Clubes de Asia: 1 aparición

1986 - Ronda Clasificatoria
- Recopa de la AFC: 1 aparición

1998 - Primera Ronda

## Jugadores extranjeros destacados
| - Gustavo Fuentes - Josip Biskic - Peter Tsolakic - Lorenz Menge (1991-1992) - Markus Steinhauer (1991-1992) - Julius Abegar - Kofi Etsiba Shaw - George Opoku Weah | - Vincent Ejike - Roman Khagba - Faliq Abdulkader - Richard Privitzer - Patrik Volf - Ivan Ziga - Emir Dzafič - Luis Fernando Espindola |

## Entrenadores
| Periodo   | Nombre                  |
| --------- | ----------------------- |
| 1992      | Marco Bilic             |
| 19??-1996 | Rameli Junit            |
| 1997      | Mahathir Taha           |
| 1998      | Mohd Shah Alias Norbit  |
| 1998-99   | G. Torairaju            |
| 2000-01   | Remeli Junit            |
| 2002-20?? | Mohd Shah Alias Norbit  |
| 2005      | Ong Kim Swee            |
| 2005-06   | E. Elavarasan           |
| 2007      | K. Devan                |
| 2007-08   | Ramli Junit             |
| 2008-09   | Mohd Nick Sham Abdullah |
| 2009-2010 | Abdul Rahim Abdullah    |
| 2010      | Mahathir Taha           |
| 2011      | Manja Man               |
| 2012      | G. Selvamohan           |
| 2013      | Mohd Asri Ninggal       |
| 2013      | Hashim Abdullah         |
| 2013-2014 | Ladislav Totkovič       |
| 2014-     | Mat Zan Mat Aris        |
| 2017-     | Eduardo Almeida         |

## Jugadores

#### Altas y bajas 2017–18 (invierno)
| Altas                  | Altas          | Altas              | Altas           | Altas        |
| Jugador                | Posición       | Procedencia        | Tipo            | Costo        |
| ---------------------- | -------------- | ------------------ | --------------- | ------------ |
| Shahdan Sulaiman       | Centrocampista | Tampines Rovers    | Cesión.         | --           |
| Yahor Zubovich         | Delantero      | Torpedo-BelAZ      | Traspaso.       | No revelado. |
| Tiago Gomes            | Centrocampista | Doxa Katokopias    | Traspaso libre. | --           |
| Mohd Azmi Muslim       | Defensa        | PKNS               | Traspaso.       | No revelado. |
| Chanturu Suppiah       | Centrocampista | Johor Darul Ta'zim | Traspaso libre. | --           |
| Gopinathan Ramachandra | Centrocampista | Johor Darul Ta'zim | Traspaso libre. | --           |
| Nurshamil Abd Ghani    | Delantero      | Selangor           | Fin de cesión.  | --           |

| Bajas            | Bajas          | Bajas        | Bajas            | Bajas |
| Jugador          | Posición       | Destino      | Tipo             | Costo |
| ---------------- | -------------- | ------------ | ---------------- | ----- |
| Jasmin Mecinović | Defensa        | Agente libre | Fin de contrato. | --    |
| Marko Šimić      | Delantero      | Agente libre | Fin de contrato. | --    |
| Felipe           | Centrocampista | Agente libre | Fin de contrato. | --    |